# Stanley G. Weinbaum
Stanley Grauman Weinbaum (Louisville, 4 aprile 1902 – 14 dicembre 1935) è stato uno scrittore e autore di fantascienza statunitense.
La sua carriera, a causa della morte prematura per cancro ai polmoni, durò meno di diciotto mesi, ma Weinbaum ebbe un ruolo di primo piano nell'evoluzione del genere fantascientifico. Il suo primo e più famoso racconto di fantascienza, Un'odissea marziana, pubblicato nel 1934, fu uno dei primi a presentare creature extraterrestri intelligenti ma dalla psicologia incomprensibile all'uomo, superando il diffuso stereotipo di alieni identici agli esseri umani o mostruosi e malvagi.

## Biografia
Weinbaum nacque a Louisville, in Kentucky, frequentò la scuola a Milwaukee e si iscrisse all'Università del Wisconsin. Qui studiò prima ingegneria chimica per poi passare all'inglese, ma non si laureò: lasciò l'università nel 1923, quando si scoprì che aveva dato un esame per un amico, per scommessa.
Decise di tentare la carriera di scrittore. Il suo primo successo, The Lady Dances, fu un romanzo romantico pubblicato sotto lo pseudonimo di Marge Stanley, una combinazione del suo nome e quello di sua moglie. Avido lettore di fantascienza, Weinbaum si dedicò anche a essa, ma le prime opere - The Mad Brain e The New Adam - gli furono pubblicate postume.
La sua carriera come scrittore di fantascienza iniziò nel luglio 1934, con la pubblicazione di Un'odissea marziana, accolto molto favorevolmente dai lettori e dalla critica: Howard Phillips Lovecraft scrisse che Weinbaum «sapeva immaginare situazioni, psicologie ed entità totalmente aliene, escogitare eventi coerenti prodotti da motivi del tutto alieni ed evitare i melodrammi di bassa lega in cui sguazzano gli scrittori pulp».
Tra il 1934 e il 1935, Stanley G. scrisse opere che sono diventate classici della fantascienza, come i racconti La Peri Rossa e Adattabilità, la serie di racconti con protagonisti “Ham” Hammond e Patricia Burlingame, il romanzo L'arrivo della fiamma.
Nell'estate del 1935, dopo un'operazione alle tonsille, Weinbaum fu colpito da quella che si ritenne essere polmonite. Continuò a scrivere per alcuni mesi, ma il peggiorare della sua salute e i trattamenti sempre più pesanti con i raggi X lo costrinsero a prendere una pausa. Morì a dicembre, prima di poter riprendere l'attività, a 33 anni.

## Opere

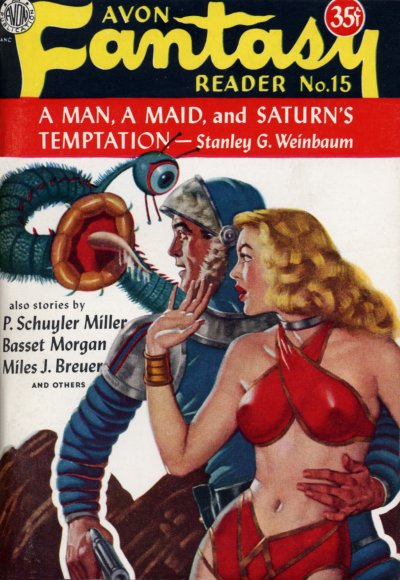
Copertina della rivista di narrativa fantascientifica Avon Fantasy Reader n. 15 (1951) che presenta Volo su Titano (A Man, A Maid, and Saturn's Temptation)

### Romanzi
- The New Adam
- The Mad Brain o The Dark Other

#### Serie di Black Margot
- L'arrivo della fiamma (Dawn of Flame, 1936, 1937)
- La fiamma nera (The Black Flame, Fantasy Press, Reading, 1948)

### Racconti

#### Serie di Marte
- Un'odissea marziana (A Martian Odissey, Wonder Stories, lug. 1934), Nord 2001
- La valle dei sogni (Valley of Dreams, Wonder Stories, nov. 1934)

#### Serie di "Ham" Hammond e Patricia Burlingame
- Il pianeta dei parassiti (The Parasite Planet, Astounding SF, feb. 1935); tr. it. in Parasite planet, black dog 2021
- I mangiatori di loto (The Lotus Eaters, Astounding SF, apr. 1935), Delos Digital 2018; tr. it. in Parasite planet, black dog 2021
- Il pianeta del dubbio (The Planet of Doubt, Astounding SF, ott. 1935)

#### Serie del professor Van Manderpootz
- I mondi del se... (The Worlds of If, Wonder Stories, ago. 1935)
- L'ideale (The Ideal, Wonder Stories, set. 1935)
- Il punto di vista (The Point of View, Wonder Stories, gen/feb 1936)

#### Altri racconti
- Adattabilità (The Adaptive Ultimate, Astounding SF, nov. 1935) (da cui nel 1957 fu tratto un film intitolato She Devil)
- Volo su Titano (Flight on Titan 1935; ripubbl. come A Man, A Maid, and Saturn's Temptation), Fratini editore 2013
- La Peri rossa (The Red Peri, Astounding SF, nov. 1935)
- La luna pazza (The Mad Moon, Astounding SF, dic. 1935)
- Gli occhiali di Pigmalione (Pygmalion's Spectacles, Wonder Stories, giu. 1935)
- Il grafico (Graph, Fantasy Magazine, set. 1936)
- Cerchio uguale a zero (The Circle of Zero, Thrilling Wonder Stories, ago. 1936)
- L'isola di Proteo (Proteus Island, Astounding SF, ago. 1936)
- Il mutare delle correnti (Shifting Seas, Amazing Stories, apr. 1937)
- Real and Imaginary o The Brink of Infinity
- Il nascondiglio della morte (Redemption Cairn, Astounding SF, mar. 1936)
- Smothered Seas
- Il dittatore (The Dictator's Sister o Revolution of 1980, Amazing Stories ott/nov 1938)
- Marea lunare (Tidal Moon, Thrilling Wonder Stories, dic. 1938) (frammento, completato dalla sorella Helen)
- Il verde bagliore della morte (the Green Glow of Death, Crack Detective Stories, lug 1957)

Fratini Editore ha pubblicato nel 2013 Volo su Titano, un'antologia di undici racconti di Weinbaum, contenente alcuni inediti.